# تقيؤ
القيء أو قياء (المعروف أيضا باسم التقيؤ) هو الطرد القسري القوي لمحتويات معدة المرء عن طريق الفم وأحيانا الأنف.
يمكن أن يكون القيء نتيجة لأمراض مثل التسمم الغذائي، التهاب المعدة والأمعاء، التهاب المعدة، الحمل، دوار الحركة، أو الخمار؛ أو يمكن أن يكون تأثيرا لاحقا لأمراض مثل أورام المخ، ارتفاع الضغط داخل الجمجمة، أو التعرض المفرط للإشعاع المؤين. يسمى الشعور بأن المرء على وشك التقيؤ بالغثيان؛ وغالبا ما يسبقه، ولكنه لا يؤدي دائما إلى القيء. يمكن أن يسبب الضعف بسبب الكحول أو التخدير استنشاق القيء. في الحالات الشديدة، حيث يتطور الجفاف، قد تكون هناك حاجة إلى سوائل عن طريق الوريد. أحيانا تكون مضادات القيء ضرورية لقمع الغثيان والقيء. يمكن أن يكون القيء الناجم عن نفسه مكونا من اضطراب الأكل مثل الشره المرضي، ويصنف في حد ذاته الآن على أنه اضطراب في الأكل من تلقاء نفسه، واضطراب التطهير الجسدي.

## المضاعفات

### دخول القيء للمجرى التنفسي
يصبح القيء خطيراً عندما يؤدي لدخول المحتوي المعدي إلى المجرى التنفسي. تحت الظروف الطبيعية يقوم كلاً من رد الفعل البلعومي والسعال بمنع حدوث هذا الأمر؛ ومع ذلك فإن ردود الفعل الوقائية هذه قد تتعطل أو تتعرض لخلل تحت تأثير بعض المواد مثل الكحول أو مواد التخدير. قد يتعرض الفرد للإختناق أو يعاني من الإلتهاب الرئوي التنفسي. [بحاجة لمصدر]

### متلازمة مالوري فايس
عندما يكون القيء متكرراً وغزيراً قد يسبب تقرحات في المريء أو تمزقات صغيرة في الغشاء المخاطي للمريء (متلازمة مالوري فايس). وقد يصبح الأمر ظاهراً عندما يتصاحب نزول القيء بدم أحمر بعد التقيؤ لمرات متعددة. [بحاجة لمصدر]

### تأثيره على الأسنان

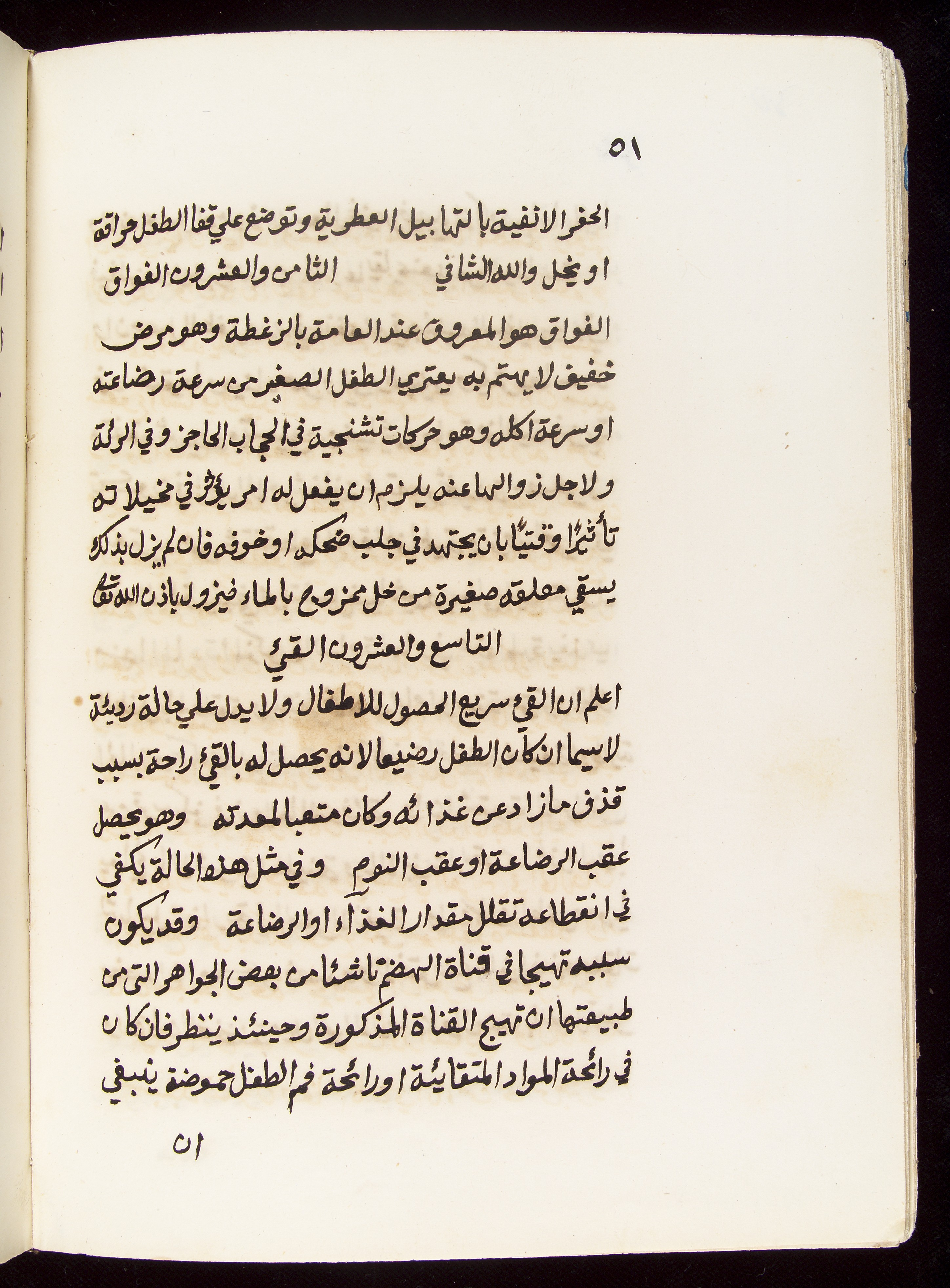
مخطوط عربي قديم عن طب الأطفال فيه قسم يصف القيء

عند تكرار حدوث القيء، كما لوحظ في حالات الشره العصبي، قد يؤدي ذلك لتدمير مينا الأسنان بسبب طبيعة القيءالحمضية. كما أن الإنزيمات الهضمية قد تكون ذات تأثير سلبي على صحة الأسنان، عن طريق تسببها بتدهور اللثة. [بحاجة لمصدر]